# Isotervasvuopio
Isotervasvuopio är en sjö i Kiruna kommun i Lappland och ingår i Kalixälvens huvudavrinningsområde. Isotervasvuopio ligger i Torne och Kalix älvsystem Natura 2000-område.